# Xã Cane Creek, Quận Lincoln, Arkansas
Xã Cane Creek (tiếng Anh: Cane Creek Township) là một xã thuộc quận Lincoln, tiểu bang Arkansas, Hoa Kỳ. Năm 2010, dân số của xã này là 4.208 người.